# Fitoplazmy
Fitoplazmy, dawniej znane jako organizmy mikoplazmopodobne (OMP) – bakterie, bez ściany komórkowej, jądra ani mitochondriów, posiadające materiał genetyczny w postaci nici DNA. Są pasożytami roślin (atakują łyko) oraz niektórych owadów. U roślin powodują choroby zwane żółtaczkami, których objawami są ogólna chloroza, zastój wzrostu, pogrubienie organów lub ich karłowatość, wytwarzanie licznych pędów bocznych (tzw. czarcie miotły), sterylność kwiatów. Fitoplazmy są wielopostaciowe (pleomorficzne) tzn. o różnych kształtach. Rozmnażają się przez pączkowanie lub przewężenie. Występują głównie w tropikalnej i subtropikalnej strefie klimatycznej. Przenoszą się z rośliny na roślinę dzięki wektorom takim jak skoczki.

## Historia odkrycia
Już w latach 20. XX wieku stwierdzono, że czynnik chorobowy przenoszony jest przez szczepienie i owady. Przez długie lata uważano, że czynnikiem chorobowym są wirusy. W 1967 hipoteza ta została podważona – nie stwierdzono wirusów w porażonych tkankach. Odkryto wówczas pleomorficzne komórki przypominające gatunki z rodzaju Mycoplasma. Fitoplazmy nie mogą być hodowane jako hodowla komórkowa.

## Morfologia
Fitoplazmy należą do gromady Mollicutes, której przedstawiciele posiadają trzywarstwową błonę komórkową zamiast ściany komórkowej. Zbadane dotąd błony fitoplazmatyczne zwykle posiadały pojedyncze, stanowiące znaczny procent błony, silnie immunogenne białko o nieznanej funkcji. Typowa fitoplazma jest pleomorficzna lub nitkowata i nie przekracza 1 mikrometra średnicy.

## Objawy
Fitoplazmy mogą infekować ponad 700 gatunków roślin. Jednym z głównych objawów jest nieprawidłowy rozwój organów, np. fyllodia, wirescencja (zielona pigmentacja organów, które zazwyczaj jej nie przejawiają, np. płatków kwiatów). Rośliny nosicielskie mogą być jednocześnie bezpłodne. Ekspresja genów zaangażowanych we wzrost merystemu wierzchołkowego lub rozwój kwiatów jest zmieniona w dotkniętych infekcją organach.  
Infekcja tymi patogenami często skutkuje chlorozą i żółknięciem liści, co może być związane z obecnością bakterii w łyku i ich wpływem na transport węglowodanów, inhibicję syntezy chlorofilu i jego rozpad. Te objawy jednakże są raczej związane ze stresem wywołanym infekcją niż konkretnym procesem patogenetycznym. 
Wiele roślina zakażonych fitoplazmami wytwarza czarcie miotły w związku ze zmianami ekspresji genów. Wiele roślin wykazuje dominację wierzchołkową, ale infekcja może spowodować rozrost bocznych gałęzi i zmniejszenie rozmiarów międzywęźli. Takie symptomy są korzystne w komercyjnej uprawie wilczomlecza nadobnego. Choroba powoduje wypuszczanie większej ilości bocznych pędów, co skutkuje większą ilością kwiatów. 

## Białka efektorowe
Wiele patogenów roślinnych wytwarza czynniki wirulencji (tj. białka efektorowe), które modulują lub zakłócają normalne procesy fizjologiczne gospodarza, tak aby wspierały metabolizm patogenów. W 2009 r. białko wydzielnicze, zwane „induktorem tengu-su” (TENGU; ), zostało zidentyfikowane u fitoplazmy powodującej żółknięcie cebuli. Był to pierwszy opisany fitoplazmatyczny czynnik wirulencji. 
TENGU wywołuje charakterystyczne objawy (określane jako „tengu-su”), w tym czarcie miotły i karłowatość. Transgeniczna ekspresja TENGU w roślinach Arabidopsis indukowała bezpłodność w kwiatach męskich i żeńskich. TENGU zawiera peptyd sygnałowy na swoim N-końcu; po rozszczepieniu dojrzałe białko ma tylko 38 aminokwasów długości. Chociaż fitoplazmy ograniczają swoją niszę do łyka, TENGU jest transportowany z łyka do innych komórek, w tym merystemów wierzchołkowych i bocznych. Sugerowano, że TENGU hamuje szlaki związane zarówno z auksynami, jak i kwasem jasmonowym, wpływając w ten sposób na rozwój roślin. Co zaskakujące, N-końcowy region dojrzałego białka złożony z 11 aminokwasów wyzwala rozwój objawów u roślin Nicotiana benthamiana. TENGU jest cięte proteolitycznie przez roślinną proteazę serynową in vivo, co sugeruje, że sam N-końcowy peptyd (tj. Fragment 11-aminokwasowy) wywołuje obserwowane objawy. Homologi TENGU zidentyfikowano w fitoplazmach z grupy AY. Wszystkie takie homologi podlegają obróbce i mogą wywoływać objawy, co sugeruje, że mechanizm wywołujący objawy jest konserwatywny wśród homologów TENGU.
W 2009 r. W genomie fitoplazmy szczepu Witches Broom (AY-WB) zidentyfikowano 56 genów wydzielanych białek; nazwano je wydzielanymi białkami AY-WB (SAP) i uznano za efektory. Również w 2009 roku wykazano, że efektorowy SAP11 celuje w jądra komórek roślinnych i rozładowuje komórki łyka w roślinach zakażonych AY-WB. Stwierdzono, że SAP11 indukuje proliferację łodyg i zmiany kształtu liści roślin; rozrosty łodyg wywołane przez SAP11 przypominają objawy czarciej miotły u roślin zakażonych AY-WB. Ponadto wykazano, że SAP11 oddziałuje i destabilizuje roślinne czynniki transkrypcyjne domeny białka TCP klasy II, co prowadzi do proliferacji pędów i zmian kształtu liści. Oprócz regulacji rozwoju roślin, TCP kontroluje również ekspresję genów lipoksygenazy wymaganych do biosyntezy jasmonianu. Poziomy jaśminianu są obniżone w roślinach Arabidopsis zakażonych fitoplazmą i roślinach, które wykazują transgeniczną ekspresję efektora AY-WB SAP11. Zmniejszenie produkcji jasmonianu jest korzystne dla fitoplazm, ponieważ jasmonat bierze udział w obronie roślin przed owadami roślinożernymi, takimi jak skoczki. Skoczkowce składają zwiększoną liczbę jaj na roślinach zakażonych AY-WB, przynajmniej częściowo z powodu produkcji SAP11. Na przykład skoczek Macrosteles quadrilineatus złożył o 30% więcej jaj na roślinach wykazujących transgeniczną ekspresję SAP11 niż rośliny kontrolne i 60% więcej jaj na roślinach zakażonych AY-WB. Fitoplazmy nie mogą przetrwać w środowisku zewnętrznym i są zależne od owadów, takich jak skoczki, które przenoszą się na nowe (zdrowe) rośliny. W ten sposób, utrudniając produkcję jasmonianu, SAP11 „zachęca” skoczki do składania większej liczby jaj na roślinach zakażonych fitoplazmą, zapewniając w ten sposób, że nowo wyklute nimfy pluskwiaków będą żywić się zakażonymi roślinami i staną się wektorami fitoplazm. Efekty SAP11 są identyfikowane u wielu mało spokrewnionych ze sobą fitoplazm. Efektory te oddziałują również z TCP i modulują mechanizmy obronne roślin. SAP11 jest pierwszym białkiem wirulencji fitoplazmy, dla którego zidentyfikowano cele roślinne i funkcje efektorowe (tj. Dowód korzyści dla patogenu). Stwierdzono, że TCP są celem wielu innych efektorów patogenów.